# Landesjugendorchester Hamburg
| Landesjugendorchester Hamburg | Landesjugendorchester Hamburg |
| ----------------------------- | ----------------------------- |
| Gründungsjahr                 | 1968                          |
| Künstlerische Leitung         | Johannes Witt                 |
| Träger                        | Landesmusikrat Hamburg        |
| Website:                      | ljo-hamburg.de                |

Das Landesjugendorchester Hamburg (LJO Hamburg) ist ein 1968 als Hamburger Jugendorchester gegründetes, selbstverwaltetes Sinfonieorchester in der Stadt Hamburg. Es ist das Auswahlorchester der Stadt Hamburg und tritt jedes Jahr im Rahmen von zwei Arbeitsphasen in der Laeiszhalle auf. Das LJO Hamburg ist eines der ältesten Landesjugendorchester und ist das einzige selbstverwaltete Landesjugendorchester Deutschlands. Das Orchester wird durch die Behörde für Kultur und Medien gefördert und befindet sich seit 2007 in der Trägerschaft des Landesmusikrates Hamburg.

## Geschichte
Das Landesjugendorchester Hamburg wurde 1968 unter dem Namen Hamburger Jugendorchester (HJO) gegründet und befand sich zunächst in der Trägerschaft des Amtes für Jugend. Zu diesem Zeitpunkt war es das einzige Jugendorchester Hamburgs außerhalb des schulischen Kontexts. Bereits bei der Gründung stand das Konzept eines Orchesters, das sich selbst verwaltet, im Mittelpunkt. Die Trägerschaft durch die Jugendbehörde verdeutlicht, dass das Orchester neben der künstlerischen Förderung auch einen klaren jugendpflegerischen Schwerpunkt in Form der Selbstverwaltung setzen wollte. Als erster Dirigent leitete Herbert Bruhn das Orchester, der zusammen mit Matthias Rieger auch maßgeblich an dessen Gründung beteiligt war. Wilhelm Brückner-Rüggeberg wirkte als Mentor für das Orchester.
1983 wechselte die Trägerschaft zur Hamburger Kulturbehörde. Zu dieser Zeit erarbeitete das Orchester regelmäßig Programme in drei Arbeitsphasen im Jahr und führte verschiedene Kooperationen mit Chören und der Hamburger Musikhochschule durch. Zwischen 1989 und 1995 spielte das Hamburger Jugendorchester regelmäßig beim Hamburger Musikfest.
2005 benannte sich das Orchester um in Landesjugendorchester Hamburg. Dadurch sollte der Status des Orchesters als Auswahlorchester der Stadt Hamburg betont werden.
Seit 2007 befindet sich das Orchester in der Trägerschaft des Landesmusikrates Hamburg. Im Zuge dieser Änderung erfolgt auch eine maßgebliche Umstrukturierung des Orchesters, die insbesondere Auswirkungen auf die Selbstverwaltung des Orchesters hatten. Im Rahmen einer gemeinsam erarbeiteten Geschäftsordnung konnte jedoch die Selbstverwaltung des Orchesters zu großen Teilen erhalten werden. Im Jahr 2018 wurde diese Geschäftsordnung noch einmal grundlegend überarbeitet.
Im Laufe der Jahre hat das Landesjugendorchester Hamburg einige bekannte Musiker und Komponisten hervorgebracht, darunter Jan Müller-Wieland, Thilo Jaques und Detlev Glanert.

## Arbeit des Orchesters
Im Gegensatz zu anderen Landesjugendorchestern arbeitet das LJO Hamburg nicht in Blockarbeitsphasen innerhalb der Schulferien, sondern trifft sich seit seiner Gründung zu wöchentlichen Proben sowie an einigen Wochenenden außerhalb der Hamburger Schulferien. Diese wöchentliche Arbeit mündet schließlich in jährlich zwei Konzerten in der Laeiszhalle sowie weiteren Konzerten im Hamburger Umfeld. Gelegentlich tritt das Orchester auch außerhalb von Hamburg auf (z. B. in Form von Konzertreisen oder einem Austausch) und nimmt so seine Rolle als kultureller Botschafter der Stadt wahr.
Neben den beiden Konzertphasen im Jahr führt das Orchester verschiedene Projekte durch. Dabei ist ein Ziel des Orchesters, auch Genres außerhalb der klassischen Musik zu erkunden. So hat das Orchester in 2018 beispielsweise mit Ingolf Burkhardt das Werk Spektrum von Jörg Achim Keller für Solo-Trompete, Jazz-Band und Orchester aufgeführt und war neben Konzertreisen (z. B. nach Italien in 2018 oder nach China in 2016) zuletzt mit Stefan Gwildis mit seinem Programm „Best Of (Live und Philharmonisch)“ auf Tour.
Wie in anderen Landesjugendorchestern auch ist zum Mitspielen im Orchester ein Probespiel erforderlich. Beim Probespiel spielen Bewerber ein schnelles und ein langsames Stück ihres eigenen Repertoires sowie ausgewählte Orchesterstellen für ihr Instrument vor. Darüber hinaus muss eine Stelle vom Blatt gespielt werden. Nach dem Probespiel entscheidet ein Gremium aus künstlerischer Leitung, Stimmführern und Personalwart über die Aufnahme in das Orchester. Aufgenommene Mitglieder absolvieren dann zunächst ein halbes Jahr lang eine Probephase, nach der die endgültige Aufnahme in das Orchester erfolgt.

## Selbstverwaltung
Das Landesjugendorchester Hamburg ist ein Projekt des Landesmusikrates Hamburg, verwaltet sich jedoch im Rahmen einer gemeinsamen Geschäftsordnung zu großen Teilen selbst. Dazu wählt das Orchester jedes Jahr auf der Jahreshauptversammlung einen ehrenamtlichen Orchestervorstand. Unterstützt wird der Vorstand durch eine Projektleitung, die vom Landesmusikrat bestellt wird. Die Projektleitung vertritt das Orchesters in offiziellen Angelegenheiten und arbeitet im Alltagsgeschäft eng mit dem Orchestervorstand zusammen.
Während der Orchestervorstand viele Entscheidungen des Tagesgeschäftes selbstständig fällt, werden wichtige Fragen in der Regel vom gesamten Orchester entschieden. Dazu zählt insbesondere die Wahl der Konzertprogramme, das Durchführen von Projekten und Reisen oder die Wahl des Dirigenten. Viele weitere zukunftsweisende Entscheidungen werden ebenfalls vom gesamten Orchester auf den Vollversammlungen diskutiert, die zweimal im Jahr stattfinden.

## Diskografie (Auswahl)
- Mahler: Symphonie Nr. 4. Mit Friedrich Haberstock, Knabensopran; Dirigent: Marius Bazu
- 25 Jahre Hamburger Jugendorchester. Bernstein: On the Town; Mozart: Sinfonia Concertante Es-Dur, KV 364; Holst: Die Planeten. Mit Wolken Ranck, Violine; Sebastian Hamann, Viola; Dirigent: Marius Bazu
- Konzertmitschnitte der Jahre ’94–’97: Wagner: Lohengrin (Vorspiel zum 1. Akt); Mahler: Rückert-Lieder (Ich bin der Welt abhanden gekommen); Dvořák: Sinfonie Nr. 9 (IV. Allegro con fuoco); Barber: Adagio for Strings; Schostakowitsch: Sinfonie Nr. 9, op. 70. Mit Judith Beckmann, Sopran; Dirigent: Marius Bazu
- Hörproben: Werke von Richard Wagner, Camille Saint-Saëns, Ottorino Respighi, Antonín Dvořák, Pjotr Iljitsch Tschaikowski, Giuseppe Martucci, Carl Maria von Weber und Johannes Brahms; Dirigent: Fausto Fungaroli
- 45 Jahre Landesjugendorchester Hamburg: Schostakowitsch: Festive Ouverture, op. 96; de Sabata: Juventus; Tschaikowski: Sinfonie Nr. 5. Dirigent: Fausto Fungaroli

## Chefdirigenten
- 1968–1972: Herbert Bruhn
- 1973–1978: Peter Paulitsch
- 1978–1981: Klaus Arp
- 1982–1983: Michael Boder
- 1983–2005: Marius Bazu
- 2006–2007: Fred Buttkewitz
- 2007–2008: Joseph Bousso
- Herbst 2007, 2008–2009: Alexander Soddy
- 2009–2015: Fausto Fungaroli
- 2016–2019: Justus Tennie
- seit 2020: Johannes Witt

## Förderverein
Im Jahr 2019 wurde von engagierten Eltern und Musikern des Orchesters der Verein Förderer des Landesjugendorchesters Hamburg e.V. gegründet, der das Orchester seitdem sowohl finanziell als auch organisatorisch unterstützt. Der Förderverein unterstützt das Orchester insbesondere bei Anschaffungen von Instrumenten und Zubehör sowie Reparatur- und Wartungsarbeiten, hilft aber auch bei der Finanzierung von Reisen und anderen Projekten des Orchesters. Der Förderverein ist vollständig ehrenamtlich organisiert.